# К чему-то прекрасному
«К чему-то прекрасному» (швед. Till det som är vackert), или «Чистота», — шведская драма, вышедшая в 2010 году. Фильм является дебютной полнометражной работой режиссёра Лизы Лангсет. Сценарий для него она также написала самостоятельно, взяв за основу одну из собственных пьес. Главную роль в фильме исполнила Алисия Викандер.

## Сюжет
Катарина, 20-летняя девушка с проблемным прошлым, живёт со своим парнем в неприглядном пригороде Гётеборга. Она не окончила школу, а её мать страдает от алкоголизма. Однажды на YouTube ей попадается произведение Моцарта. Музыка настолько сильно трогает её, что в ней просыпается острое желание изменить всю свою жизнь. Она идёт в гётеборгский концертный зал, чтобы послушать исполнение «Реквиема» Моцарта. Катарине удаётся получить должность администратора в том концертном зале и познакомиться с дирижёром Адамом.

## В ролях
- Алисия Викандер — Катарина
- Самуэль Фрёлер — Адам
- Мартин Вальстрём — Маттиас
- Жозефин Бауэр — Биргитта
- Хелен Сёдеркивст Хенрикссон — начальник отдела кадров
- Ким Лэнц — уборщик
- Фредерик Нилссон — Хенрик
- Элизабет Гёранссон — Агнета, социальный работник
- Ильва Галлон — медсестра
- Анна Острём — Сисси
- Магнус Линдберг — Нилле

## Производство
Адаптация сценария пьесы заняла продолжительное время и вместе с финансовой стороной и прочими аспектами производства фильма потребовала от Лангсет приложения значительных усилий. Режиссёр объяснила это тем, что она никогда не посещала школ киномастерства.

## Саундтрек
| №  | Название                                                     | Композитор                       |
| -- | ------------------------------------------------------------ | -------------------------------- |
| 1  | Медитация                                                    | Жюль Массне (1984)               |
| 2  | Гольдберг-вариации                                           | Иоганн Себастьян Бах             |
| 3  | Wind Quintet (Andante espressivo)                            | Carl Nielsen                     |
| 4  | Andante Espressivo ur Stråkkvartett                          | Karl-Olof Robertson              |
| 5  | Second Life Replay                                           | Mattias Bärjed, Ebbot Lundberg   |
| 6  | Clarinet Concerto in A major K 622                           | Wolfgang Amadeus Mozart          |
| 7  | Requiem in D Minor K. 626 Introitus/Lacrimosa                | Wolfgang Amadeus Mozart          |
| 8  | Symphony No. 25 in G minor, K. 183/173dB I. Allegro con brio | Wolfgang Amadeus Mozart          |
| 9  | Symphony No. 7 in A major, Op. 92 II. Allegretto             | Ludwig van Beethoven             |
| 10 | Lick You Clean                                               | Per-Erik Winberg, Mattias Bylund |
| 11 | Bitches                                                      | Per-Erik Winberg                 |

Источник — IMDb.

## Награды
«К чему-то прекрасному» был отмечен в нескольких номинациях шведской кинопремией «Золотой жук». Алисия Викандер за роль Катарины получила премию как лучшая актриса, а Лиза Лангсет была награждена за лучший сценарий и номинирована как лучший режиссёр. Лангсет также удостоилась награды на международном кинофестивале в Пусане.